# Список депутатов Верховного Совета Казахской ССР VII созыва
Депутаты Верховного Совета Казахской ССР VII созыва (1967—1971). Избраны на выборах Верховного Совета Казахской ССР 12 марта 1967 года.
За кандидатов в депутаты Верховного Совета Казахской ССР во всех избирательных округах голосовало 6 606 029 избирателей, или 99,74 процента от общего числа избирателей, принявших участие в голосовании. Против кандидатов в депутаты голосовало 17 427 человек, или 0.26 процента от числа избирателей, участвовавших в голосовании. На основании статьи 79 «Положения о выборах в Верховный Совет Казахской ССР 12 бюллетеней признаны недействительными.
В составе депутатов Верховного Совета Казахской ССР 160 женщин, или 33,61 процента, 315 членов и кандидатов в члены КПСС или 66.18 процента, 161 беспартийный, или 33,62 процента, 234 рабочих и колхозника, или 49,16 процента, 375 депутатов, или 78,78 процента избраны в Верховный Совет Казахской ССР впервые.

## Алма-Ата
1. Арыстанбеков, Хайдар Арыстанбекович, ректор Казахского сельскохозяйственного института. Горнооктябрьский округ.
2. Голубь, Екатерина Прокофьевна, работница типографии газетно-журнального издательства при ЦК КП Казахстана. Красногвардейский округ.
3. Джиенбаев, Султан Сулейменович, министр торговли Казахской ССР. Садовый округ.
4. Дуйсенов, Есен, председатель исполкома Алма-Атинского городского Совета депутатов трудящихся. Малостаничный округ.
5. Журавлёва, Мария Васильевна, электромонтер Алма-Атинского монтажного управления Треста „Казэлектромонтаж“. Алма-Атинский — Строительный округ.
6. Закарин, Аскар Закарьевич, ректор Казахского государственного университета имени С. М. Кирова. Алма-Атинский — Коммунистический округ.
7. Закурдаева, Евдокия Савельевна, работница Алма-Атинского хлопчатобумажного комбината. Алма-Атинский — Орджоникидзевский округ.
8. Исин, Садык, машинист тепловоза локомотивного депо станции Алма-Ата I. Алма-Атинский — Железнодорожный округ.
9. Исиналиев, Михаил Иванович, второй секретарь Алма-Атинского горкома КП Казахстана. Алма-Атинский — Привокзальный округ.
10. Казыбеков, Мустафа Тулепович, управляющий трестом „Казахтрансстрой“. Алма-атинский — Пригородный округ.
11. Какунин, Иван Васильевич, слесарь-инструментальщик металлообрабатывающего завода. Алма-Атинский — Ленинский округ.
12. Канлыбаева, Жамал Мусагалиевна, заведущая маркшейдерским отделом Института горного дела Академии наук Казахской ССР. Вузовский округ.
13. Клинков, Александр Филиппович, второй секретарь Алма-Атинского обкома КП Казахстана. Алма-Атинский — Калининский округ.
14. Конусов, Акан Агеевич, командир корабля Алма-Атинского авиатранспортного предприятия Казахского управления гражданской авиации. Аэропортовский округ.
15. Образцова, Антонина Николаевна, директор швейной фирмы имени 1-е Мая. Алма-Атинский — Северный округ.
16. Паринова, Анастасия Михайловна, сверловщица АЗТМ. Алма-Атинский — Советский округ.
17. Першина, Степанида Ивановна, закройщица закройного цеха обувной фирмы „Джетысу“. Алма-Атинский — Октябрьский округ.
18. Полухин, Виктор Серафимович, бригадир бригады плотников СМУ-7 треста „Алмаатажилстрой“. Алма-Атинский — Западный округ.
19. Померанцев, Юрий Борисович, артист Государственного республиканского русского театра драмы имени М. Ю. Лермонтова. Тастакский округ.
20. Рахмадиев, Еркегали, директор Казахского государственного академического театра оперы и балета имени Абая. Элеваторский округ.
21. Симаков, Каюм Мухамеджанович, заместитель председателя Совета Министров Казахской ССР, председатель Госплана. Кирпичнозаводской округ.
22. Сызганов, Александр Николаевич, директор Казахского института клинической и экспериментальной хирургии. Алма-Атинский — Промышленный округ.
23. Тулегенова, Бибигуль Ахметовна, солистка Казгосфилармонии имени Джамбула. Алма-Атинский — Кировский округ.
24. Тулендинова, Зиякуль, вальцовщица кондитерской фабрики. Алма-Атинский — Панфиловский округ.

## Алма-Атинская область
1. Абдыгулов, Умурзак, председатель исполкома Чиенского сельского Совета депутатов трудящихся Джамбулского района. Унгуртасский округ.
2. Абишев, Садыр, первый секретарь Чилийского райкома КП Казахстана. Чиликский округ.
3. Арыкбаев, Жамсап, старший чабан совхоза „Левобережный“ Алакульского района. Алакульский округ.
4. Атамбаев, Утешкали Дусенгалиевич, постоянный представитель Совета Министров Казахской ССР при Совете Министров СССР. Илийский округ.
5. Байсеева, Куляш Омаровна, швея швейной фабрики имени XXII съезда КПСС города Талды-Кургана. Талды-Курганский — Северный округ.
6. Бертаева, Алтынбике, звеньевая табаководческой бригады № 2 табаксовхоза „Каратурукский“ Чилийского района, Каратурукский округ.
7. Брагин, Александр Константинович (депутат), первый секретарь Гвардейского райкома КП Казахстана. Кугалинский округ.
8. Даулетбакова, Батима Суранчиевна, звеньевая совхоза „Горный гигант“ Илийского района. Комсомольский округ.
9. Джакипов, Сейткали, председатель Государственного комитета лесного хозяйства Совета Министров Казахской ССР. Саржасский округ.
10. Дудура, Иван Макарович, военнослужащий Туркестанского военного округа. Каскеленский округ.
11. Дуйсенбеков, Сайлаубек, старший чабан совхоза „Кзылтан“ Аксуского района, Аксуский округ.
12. Жандосов, Умирзак, чабан колхоза Ильича Талды-Курганского района, Еркинский округ.
13. Жуманов, Нурдавлет, старшим чабан колхоза имени Ватутина Андреевского района. Дзержинский округ.
14. Ибрагимов, Вагиз Галимович, министр легкой промышленности Казахской ССР. Талды-Курганский округ.
15. Иманкулов, Жулдан Иманкулович, председатель колхоза имени Ильича Энбскши-Казахского района. Иссыкский округ.
16. Канцеляристов, Пётр Семёнович, председатель исполкома Алма-Атинского областного Совета депутатов трудящихся. Кировский округ.
17. Климов, Александр Иванович, заведующий отделом легкой и пищевой промышленности ЦК КП Казахстана. Андреевский округ.
18. Копытова, Мария Егоровна, звеньевая колхоза „Луч Востока“ Илийского района. Бельбулакский округ.
19. Кравченко, Анастасия Михайловна, звеньевая Джанашарского учебно-опытного хозяйства Энбекши-Казахского района. Александровский округ.
20. Кроха, Юрий Андреевич, министр мясной и молочной промышленности Казахской ССР. Узынагашский округ.
21. Кульдибаев, Алимахун, чабан колхоза „Социализм“ Уйгурского района. Большеаксускпи округ.
22. Кунаев, Динмухамед Ахмедович, кандидат в члены Политбюро ЦК КПСС, первый секретарь ЦК КП Казахстана. Баканасский округ.
23. Кунанбаев, Кожахмет, старший чабан Гвардейского совхоза Панфиловского района. Октябрьский округ.
24. Макашев, Рахимжан, первый секретарь Каскеленского райкома КП Казахстана. Бурундайский округ.
25. Мукашева, Кунжан, доярка совхоза „Кегенский“ Кегенского района. Жаланашский округ.
26. Мустапаев, Гани, звеньевой кукурузоводческого звена колхоза имени Кирова Панфиловского района. Брликский округ.
27. Насыров, Мирзигуль, председатель колхоза имени Свердлова Уйгурского района. Чунджинский округ.
28. Ниязова, Мариям Аскаровна, звеньевая кукурузоводческого звена колхоза „40 лет Октября“ Панфиловского района. Панфиловский городской округ.
29. Пушкарский, Захар Яковлевич, директор Кзыл-Агашского совхоза Аксуского района. Капальский округ.
30. Рахимжанов, Канапия, старший чабан племовцезавода „Сарыбулакский“ Гвардейского района. Сарыозекский округ.
31. Рем, Ген-чер, звеньевой рисоводческого совхоза „Уштобинский“ Каратальского района. Уштобинский округ.
32. Сарсенова, Даметкен Джайляуовна, звеньевая колхоза „40 лет Казахской ССР“ Илимского района. Жетыгенский округ.
33. Сеитова, Закария, звеньевая совхоза „Энбекшинский“ Каратальского района. Каратальский округ.
34. Сергеева, Тамара Ивановна, учительница школы № 5 города Талгара. Талгарский округ.
35. Скурятина, Антонина Степановна, рабочая табаководческой бригады Алма-Атинского табаксовхоза Илийского района. Панфиловский округ.
36. Смайлов, Дуйсебай, звеньевой колхоза имени Карла Маркса Талды-Курганского района. Сахарозаводской округ.
37. Сухов, Афанасий Абрамович, комбайнер колхоза „Черкасская оборона“ Саркандского района. Черкасский округ.
38. Тастандиева, Окан, старший чабан колхоза имени Крупской Нарынкольского района. Нарынкольский округ.
39. Тельжанов, Канафий Темирбулотович, председатель правления Союза художников Казахской ССР. Кегенский округ.
40. Тлеулиев, Абдыманап, заместитель председателя Комитета госбезопасности при Совете Министров Казахской ССР. Новочемолганский округ.
41. Тультекенов, Тлеу, старший чабан совхоза „Красный Октябрь“ Саркандского района. Саркандский округ.
42. Утельбаева, Марияхан, старший чабан совхоза „Джарсуйский“ Энбекши-Казахского района. Тургенский округ.
43. Уткова, Мокрина Иосифовна, бригадир совхоза „Абайский“ Каскеленского района. Ленинский округ.
44. Фомичев, Николай Яковлевич, министр автомобильного транспорта Казахской ССР. Бескольский округ.
45. Харламов, Николай Фёдорович, бригадир забойщиков рудника „Текели“. Текелийский округ.
46. Храмова, Клавдия Иосифовна, звеньевая колхоза имени Крупской Талды-Курганского района. Чубарский округ.
47. Ятчева, Анна Фёдоровна, доярка совхоза „Каменский“ Каскеленского района. Большо-алмаатинский округ.

## Актюбинская область
1. Алдияров, Тулеу Алдиярович, первый секретарь Челкарского райкома КП Казахстана. Челкарский городской округ.
2. Бурлаков, Юрий Михайлович, заведующий сельхозотделом ЦК КП Казахстана. Новороссийский округ.
3. Вялицкая, Зинаида Сергеевна, директор средней школы совхоза им. 15 лет Казахстана Хобдинского района. Хобдинский округ.
4. Гизатулин, Мансур Каримович, первый секретарь Актюбинского горкома КП Казахстана. Актюбинский железнодорожный округ.
5. Дженалаев, Ибрагим Кинчегреевич, второй секретарь Актюбинского обкома КП Казахстана. Карабутакский округ.
6. Кетебаев, Камалбай, министр бытового обслуживания населения Казахской ССР. Челкарский сельский округ.
7. Клименко, Лидия Дмитриевна, доярка колхоза им. Чапаева Ленинского района. Ленинский округ.
8. Кубашев, Сагидулла, председатель исполкома Актюбинского областного Совета депутатов трудящихся. Уилский округ.
9. Маркевич, Алексей Трофимович, первый секретарь Комсомольского райкома КП Казахстана. Комсомольский округ.
10. Оразалина, Куляш, чабан совхоза „Кенкиякский“ Октябрьского района. Кенкиякский округ.
11. Рспагамбетов, Кулумбет, старший аппаратчик суперфосфатного цеха Актюбхимкомбината имени С. М. Кирова. Алгинский округ.
12. Сорокин, Герман Алексеевич, директор Актюбинского завода хромовых соединений. Актюбинский — Ленинский округ.
13. Савран, Мария Фёдоровна, стрелочница ст. Кандагач Казахской железной дороги. Октябрьский округ.
14. Сарсембаев, Кияс Ибраевич, директор совхоза имени Калинина Иргизского района. Иргизский округ.
15. Слажнев, Иван Гаврилович, первый заместитель председателя Совета Министров Казахской ССР. Актюбинский — Калининский округ.
16. Тайжигитова, Жибек, мастер Актюбинского хлебокомбината. Актюбинский округ.
17. Федорченко, Гавриил Фёдорович, председатель колхоза „Красный колос“ Алгинского района. Ключевой округ.
18. Хасенова, Дамеш, старший чабан совхоза „Джурунский“ Мугоджарского района. Мугоджарский округ.
19. Шанов, Баки Исмагулович, председатель исполкома Байганинского районного Совета депутатов трудящихся. Байганинский округ.
20. Шилан, Фёдор Романович, тракторист машинист совхоза „Междуреченский“ Мартукского района. Мартукский округ.

## Восточно-Казахстанская область
1. Ахметов, Каркен Ахметуллинович, председатель совета Союза спортивных обществ и организаций Казахской ССР. Чердоякский округ.
2. Бахарева, Татьяна Аристарховна, учительница начальных классов Усть-Каменогорской средней школы № 7. Октябрьский округ.
3. Белоконь, Анна Кирилловна, телятница совхоза „Азовский“ Таврического района. Таврический округ.
4. Береза, Вениамин Григорьевич, министр цветной металлургии Казахской ССР. Шахтерский округ.
5. Бессонова, Лидия Александровна, телятница совхоза „Алтайский“ Большенарымского района. Катонкарагайский округ.
6. Быканов, Василий Кузьмич, бригадир комплексной бригады штукатуров-маляров управления „Жилстрой“ треста „Зыряновскстрой“. Зыряновский строительный округ.
7. Гребенюк, Василий Андреевич, директор Лениногорского полиметаллического комбината. Горняцкий округ.
8. Доланов, Курмаш, старший чабан совхоза „Марка Кольский“ Маркакольского района. Маркакольский округ.
9. Егизбаев, Косай Алекулович, второй секретарь Восточно-Казахстанского обкома КП Казахстана. Защитинский округ.
10. Зенкова, Елизавета Терентьевна, доярка совхоза „Бухтарминский“, гор. Серебряной. Приморский округ.
11. Зуев, Фёдор Кирьянович, старший буровой мастер Белоусовской геологоразведочной партии Глубоковского района. Белоусовский округ.
12. Имашев, Саттар Нурмашевич, секретарь ЦК КП Казахстана. Усть-Каменогорский округ.
13. Китапбаев, Бошай, председатель колхоза имени Ленина Большенарымского района. Новоберезовский округ.
14. Ковалёв, Павел Андреевич, секретарь Казахского совета профсоюзов. Серебрянский округ.
15. Койчубаев, Садык Ахметович, первый секретарь Усть-Каменогорского горкома КП Казахстана. Усть-Каменогорский промышленный округ.
16. Колесникова, Аграфена Николаевна, доярка колхоза имени Куйбышева Глубоковского района. Ушаковский округ.
17. Кузнецов, Пётр Иванович (депутат), первый секретарь Шемонаихинского райкома КП Казахстана. Сугатовский округ.
18. Кусанов, Бейсембай, первый секретарь Тарбагатайского райкома КП Казахстана. Тарбагатайский округ.
19. Меркулов, Матвей Кузьмич, начальник пограничных войск Восточного округа. Благодарненский округ.
20. Митяев, Дмитрий Иванович, директор совхоза „Красноалтайский“ Уланского района. Уланский округ.
21. Муканов, Шаймардан, старший чабан совхоза „Карабулакский“ Зайсанского района. Зайсанский округ.
22. Мусрепов, Габит Махмудович, писатель. Асубулакский округ.
23. Нарынчинов, Сакыбай Зарлыканович, бригадир бурильщиков рудника имени XXII съезда КПСС Зыряновского свинцового комбината. Зыряновский округ.
24. Никифоров, Михаил Валентинович, министр лесной, целлюлозно-бумажной и деревообрабатывающей промышленности Казахской ССР. Путинцевский округ.
25. Огнева, Екатерина Ивановна, бригадир штукатуров треста „Жилгражданстрой“, гор. Усть-Каменогорск. Центральный округ.
26. Омаров, Ильяс Омарович, первый заместитель председателя Госплана Казахской ССР. Первомайский округ.
27. Пипчук, Иван Агеевич, комбайнер совхоза „Иртышский“ Глубоковского района. Глубоковский округ.
28. Семёнова, Клавдия Фёдоровна, бригадир бригады отделочников стройуправления „Заводстрой“ треста „Лениногорсксвинецстрой“. Ульбастроевский округ.
29. Сеньков, Николай Осипович, министр здравоохранения Казахской ССР. Предгорненский округ.
30. Сереженко, Александра Васильевна, доярка колхоза имени Ленина Самарского района. Самарский округ.
31. Сидорова, Анна Егоровна, бригадир аппаратчиков Усть-Каменогорского свинцово-цинкового комбината имени В. И. Ленина. Заульбинский округ.
32. Снегирев, Фёдор Затеевич, тракторист-комбайнер совхоза „Никольский“ Зыряновского района. Чапаевский округ.
33. Такежанов, Саук Темирбаевич, главный инженер Усть-Каменогорского свинцово-цинкового комбината имени В. И. Ленина. Ленинский округ.
34. Тарасов, Владимир Петрович (депутат), старший хлораторщик опытного цеха Усть-Каменогорского титано-магниевого комбината. Согринский округ.
35. Токарева, Анна Николаевна, старший флотатор обогатительной фабрики Лениногорского полиметаллического комбината. Лениногорский округ.
36. Трубина, Александра Антоновна, свинарка совхоза „Шемонаихинский“ Шемонаихинского района. Шемонаихинский округ.
37. Тугельбаева, Кулян, старший чабан овцесовхоза „Калгутинский“ Курчумского района. Курчумский округ.
38. Турткарин, Бакижан Султанбекович, председатель исполкома Восточно-Казахстанского областного Совета депутатов трудящихся. Большенарымский округ.
39. Ящепкова, Анисья Савельевна, рабочая Усть-Каменогорского конденсаторного завода. Аблакетский округ.

## Гурьевская область
1. Байдуллина, Акканым, рабочая Гурьевского рыбоконсервного комбината имени Ленина. Балыкшинский округ.
2. Григорян, Рубен Арамаисович, начальник управления строительства. Шевченковский округ.
3. Даулеткалиев, Сакан, старший чабан колхоза „Передовик“ Индерского района. Индерский округ.
4. Есенбаева, Мадениет, оператор нефтепромыслового управления „Прорва“ комбината „Эмбанефть“. Каратонский округ.
5. Захаров, Виктор Кузьмич, первый секретарь Шевченковского горкома КП Казахстана. Жетыбайский округ.
6. Зикринов, Файзен, председатель исполкома Гурьевского областного Совета депутатов трудящихся. Кзылкогинский округ.
7. Кадыров, Турегали, буровой мастер Узеньской геологоразведочной экспедиции. Узеньский округ.
8. Калиева, Агин Жаксылыковна, оператор Гурьевского нефтеперерабатывающего завода. Гурьевский заводской округ.
9. Лихарев, Константин Иванович, второй секретарь Гурьевского обкома КП Казахстана. Эмбинский округ.
10. Мукашев, Саламат, первый секретарь Эмбинского райкома КП Казахстана. Кулсаринский округ.
11. Пустохайлов, Иван Дмитриевич, председатель исполкома Гурьевского городского Совета депутатов трудящихся. Гурьевский округ.
12. Сабирова, Марияш, пастух совхоза имени Кирова Денгизского района. Денгизский округ.
13. Танкибаев, Жанша Абилгалиевич, заместитель начальника объединения „Казахстаннефть“. Макатский округ.
14. Тулесинов, Ергали, председатель колхоза имени Ленина Мангистауского района. Мангистауский округ.
15. Хисамеденова, Баку, учительница средней школы им. Чкалова Махамбетского района. Махамбетский округ.

## Джамбулская область
1. Алмасов, Чардарбек, рабочий Джамбулского суперфосфатного завода. Джамбулский — Кировский округ.
2. Аппаев, Тленчи, слесарь локомотивного депо ст. Джамбул. Джамбулский железнодорожный округ.
3. Аппасова, Жамал Ахмедиевна, главный врач Джамбулской городской больницы. Джамбулский — Октябрьский округ.
4. Ахаева, Алтынкыз, свекловод колхоза „Путь Ленина“ Курдайского района. Курдайский округ.
5. Берикбаева, Халипа, рабочая хромового завода, гор. Джамбул. Джамбулский — Ждановский округ.
6. Вартанян, Артем Мисакович, первый заместитель председателя Совета Министров Казахской ССР. Джамбулский — Фурмановский округ.
7. Еркимбаев, Ердешбай Мырзабекович, машинист локомотивного депо ст. Чу. Чуйский округ.
8. Жанабилов, Дулат, старший чабан Таласского овцесовхоза Таласского района. Таласский округ.
9. Зенков, Александр Ильич, второй секретарь Джамбулского обкома КП Казахстана. Курагатинский округ.
10. Ильяшев, Рымбек, председатель правления Казпотребсоюза. Асинский округ.
11. Исмаилов, Азимбек, первый секретарь Меркенского райкома КП Казахстана. Костоганский округ.
12. Итбасова, Дильдаш, старший чабан Айдарлинского свеклосовхоза Мойынкумского района. Мойынкумский округ.
13. Кабышев, Каден, директор Алгинского свеклосовхоза Чуйского района. Новотроицкий округ.
14. Клыкова, Александра Марковна, телятница Луговского конного завода. Луговской округ.
15. Колесов, Александр Александрович, военнослужащий Туркестанского военного округа. Ровненский округ.
16. Кравчук, Василий Гордеевич, первый секретарь Курдайского райкома КП Казахстана. Аухатинекий округ.
17. Куттыкадамбаев, Сагындык, тракторист колхоза имени Калинина Курдайского района. Красногорский округ.
18. Михайлов, Фёдор Прокофьевич, редактор республиканской газеты „Казахстанская правда“. Ескичуйский округ.
19. Нахманович, Александр Львович, председатель колхоза „Трудовой пахарь“ Свердловского района. Свердловский округ.
20. Питулов, Афанасий Зиновьевич, председатель исполкома Джамбулского областного Совета депутатов трудящихся. Меркенский округ.
21. Румынская, Ольга Александровна, выпарщица песочного завода Джамбулского сахарного комбината. Джамбулский сахарозаводской округ.
22. Рыбенцева, Раиса Савельевна, колхозница колхоза „Аккуль“ Джамбулского района Джамбулский округ.
23. Севрюков, Василий Кузьмич, заведующий отделом организационно-партийной работы ЦК КП Казахстана. Бурненский округ.
24. Тулкибекова, Кулпан, старший чабан Коммунарского овцесовхоза Сарысуского района. Сарысуский округ.
25. Тургимбаев, Ниябек, тракторист колхоза имени ХХII партсъезда Джувалинского района. Октябрьский округ.
26. Шеин, Анатолий Иванович, директор Каратауского горнохимического комбината Каратауский округ.

## Карагандинская область
1. Абишев, Амангос, проходчик шахты № 122 треста „Сараньуголь“. Горняцкий округ.
2. Адилов, Ахмет, первый заместитель председателя Комитета народного контроля Казахской ССР. Центральный округ.
3. Акимжанон, Камель Кундакбаевич, проходчик шахты № 33/34 треста „Октябрьуголь“. Новомайкудукский округ.
4. Аменов, Султан Хасенович, первый секретарь Джездинского райкома КП Казахстана. Джездинский округ.
5. Ашимов, Байкен, председатель исполкома Карагандинского областного Совета депутатов трудящихся. Карагандинский — Кировский округ.
6. Бастенова, Ынтык, доярка совхоза „Нураталдинский“ Шетского района. Шетский округ.
7. Байжанов, Сырлыбек, первый заместитель начальника Управления Казахской железной дороги. Моинтинский округ.
8. Бекпергенов, Кубек Копеевич, бригадир слесарей-мотористов Управления механизированных работ треста „Казметаллургстрой“ гор. Темиртау. Пролетарский округ.
9. Бондаренко, Василий Артемьевич, управляющий Казахской республиканской конторой Госбанка. Захаровский округ.
10. Босенок, Алексей Самойлович, электросварщик Карагандинского завода отопительного оборудования. Карагандинский — Октябрьский округ.
11. Гимельфарб, Яков Михайлович, начальник „Главцентрстроя“ Министерства строительства Казахской ССР. Каражалский округ.
12. Головчанская, Мария Ивановна, директор средней школы № 2 гор. Абая Абайский — Строительный округ.
13. Гордеева, Людмила Афанасьевна, заместитель главного врача областной клинической больницы. Карагандинский округ.
14. Давыдов, Николай Григорьевич, первый секретарь Джезказганского горкома КП Казахстана. Джезказганский округ.
15. Джумабеков, Идрис, директор совхоза Женис» Жанааркинского района. Жанааркинский округ.
16. Досмагамбетов, Султан Капарович, секретарь Карагандинского обкома КП Казахстана. Балхашский округ.
17. Ермолаев, Григорий Иванович (1913), начальник объединения предприятий металлургической горнодобывающей промышленности Казахской ССР. Энергетический округ.
18. Ермоленко, Александр Георгиевич, председатель исполкома Темиртауского городского Совета депутатов трудящихся. Темиртауский округ.
19. Ермоленко, Степан Аркадьевич, первый секретарь Осакаровского райкома КП Казахстана. Осакаровский округ.
20. Есенов, Шахмардан, президент Академии наук Казахской ССР. Карагандинский — Ленинский округ.
21. Есимжанова, Калима Калиашовна, швея фабрики индпошива и ремонта одежды гор. Караганды. Новогородский округ.
22. Жаркенов, Исбек, чабан совхоза «Актогайский» Актогайского района. Актогайский округ.
23. Зарубин, Иван Иванович, второй секретарь ЦК ЛКСМ Казахстана. Атасуский округ.
24. Имашев, Малик Имашевич, председатель Карагандинского облсовпрофа. Курминский округ.
25. Калиева, Жумаш, телятница совхоза «Первомайский» Каркаралинского района. Каркаралинский округ.
26. Касаева, Марфа Филипповна, штукатур строительного управления № 2 треста «Прибалхашстрой». Коунрадский округ.
27. Ким, Илья Лукич, министр финансов Казахской ССР. Агадырский округ.
28. Конакбаев, Каскатай Досович, председатель исполкома Карагандинского городского Совета депутатов трудящихся. Майкудукский округ.
29. Кужицкая, Янина Николаевна, доярка совхоза «Победа» Ульяновского района. Ульяновский округ.
30. Лобынцева, Валентина Фёдоровна, рабочая Карагандинского мясокомбината. Михайловский округ.
31. Махметов, Ками, тракторист совхоза «Черниговский» Нуринского района. Нуринский округ.
32. Несипханов, Ахат, старший чабан совхоза «Доголанский» Егиндыбулакского района. Егиндыбулакский округ.
33. Омарбеков, Смагзим, плавильщик Балхашского горнометаллургического комбината. Первомайский округ.
34. Омаров, Газиз Омарович, управляющий Джезказганским шахтопроходческим трестом. Джезказганский — Горняцкий округ.
35. Павлова, Мария Константиновна, флотатор обогатительной фабрики шахты № 38 треста «Карагандауглеобогащение». Горбачевский округ.
36. Павлова, Мария Анифатовна, машинист подъёма шахты № 107 треста «Сараньуголь». Саранский округ.
37. Попкова, Людмила Васильевна, классификаторщик обогатительной фабрики Джезказганского горнометаллургического комбината Дворцовый округ.
38. Рамазанова, Бижамал Рамазановна, секретарь Президиума Верховного Совета Казахской ССР. Новотихоновский округ.
39. Рожкова, Екатерина Емельяновна, аппаратчица Карагандинского завода синтетического Каучука. Соцгородской округ.
40. Саламатов, Владимир Григорьевич, первый секретарь Карагандинского горкома КП Казахстана. Карагандинский — Комсомольский округ.
41. Садвакасов, Темеш, заведующий отделом тяжелой промышленности ЦК КП Казахстана. Кенгирский округ.
42. Сериков, Аскар, машинист угольного комбайна шахты № 22 треста «Ленинуголь». Ждановский округ.
43. Сокольский, Дмитрий Владимирович, вице-президент Академии наук Казахской ССР. Менделеевский округ.
44. Старых, Раиса Стефановна, штукатур строительного управления № 2 треста «Карагандажилстрой». Советский округ.
45. Судоргин, Василий Яковлевич, машинист электровоза локомотивного депо ст. Караганда. Железнодорожный округ.
46. Токмагамбетов, Базыл, бригадир слесарей-сборщиков Карагандинского машиностроительного завода. Карагандинский — Амангельдинский округ.
47. Трухин, Пётр Михайлович, начальник Управления угольной промышленности Казахской ССР. Абайский округ.
48. Тулинов, Александр Васильевич, управляющий делами Совета Министров Казахской ССР. Шаханский округ.
49. Фарафонтова, Евгения Николаевна, бригадир комплексной бригады строительного управления треста «Казмедьстрой». Джезказганский — Строительный округ.
50. Хачатуров, Стюарт Артёмович, председатель Государственного комитета Совета Министров по делам строительства. Комсомольский округ.
51. Чавгун, Лидия Ивановна, машинист вращающейся печи Карагандинского цементного завода. Тельманский округ.
52. Часникова, Ирина Густавовна, обжигательщица завода стеновых материалов № 3 треста «Карагандастройдеталь». Карагандинский заводской округ.
53. Часовникова, Ариадна Леонидовна, начальник Центрального статистического управления при Совете Министров Казахской ССР. Карагандинский — Фурмановский округ.
54. Шарапова, Любовь Андреевна, Машинист подъёма шахты № 3 треста «Шахтинскуголь». Шахтинский округ.
55. Шолкаров, Токен, помощник комбайнер шахты № 18 треста «Октябрьуголь». Карагандинский — Горьковский округ.
56. Шуляков, Илья Павлович, директор Карагандинского металлургического завода. Заводской округ.

## Кзыл-Ординская область
1. Абенова, Акжан, бригадир штукатуров стройуправления промстрой треста «Кзылордастрой». Кзыл-Ординский железнодорожный округ.
2. Арипова, Баян, доярка совхоза «Красная Звезда». Яныкурганского района. Яныкурганский округ.
3. Аскаров, Абен Аскарович, председатель исполкома Кзыл-Ординского областного Совета депутатов трудящихся. Чиилийский округ.
4. Баймбетов, Орынбасар Бимбетович, директор совхоза «Первомайский» Сырдарьинского района. Сырдарьинский округ.
5. Балкибаева, Сарсен, звеньевая рисоводческого звена колхоза «Енбек» Джалагашского района. Джалагашский округ.
6. Бектурганов, Хасан Шайахметович, первый секретарь Кзыл-Ординского обкома КП Казахстана. Кзыл-Ординский центральный округ.
7. Бурибаев, Тулепберген, старший чабан совхоза «Кармакчинский» Кармакчинского района. Кармакчинский округ.
8. Демеуов, Наргали, рыбак Аваньского рыбзавода Аральского района. Камышлыбашский округ.
9. Есетов, Такей, первый секретарь райкома КП Казахстана. Аральский сельский округ.
10. Есмамбетова, Багимша Ералиевна, врач-педиатр железнодорожной больницы ст. Казалинск. Новоказалинский округ.
11. Жангельдин, Токтагали, заведующий отделом науки и учебных заведений ЦК КП Казахстана. Байгекумский округ.
12. Майлыхожаев, Кыдырхожа, звеньевой совхоза «Чиркейлинский» Теренозекского района. Теренозекский округ.
13. Танекеев, Сайдалим Нысанбаевич, второй секретарь Кзыл-Ординского обкома КП Казахстана. Казалинский округ.
14. Утегалиев, Исхак Махмудович, министр рыбного хозяйства Казахской ССР. Аральский городской округ.
15. Шевцов, Александр Иннокентьевич, первый секретарь Кзыл-Ординского горкома КП Казахстана. Кзыл-Ординский — Придарьинский округ.

## Кокчетавская область
1. Андросов, Николай Матвеевич, бригадир тракторно-полеводческой бригады Веденовского совхоза Щучинского района. Урумкайский округ.
2. Бархотов, Сергей Михайлович, чабан «Константиновский» Арыкбалыкского Арыкбалыкский округ.
3. Гончаров, Леонид Борисович, начальник Главного управления шоссейных дорог при СоветеМинистров Казахской ССР. Сырымбетский округ.
4. Джусупов, Бекайдар, председатель Верховного суда Казахской ССР. Щучинский сельский округ.
5. Загорский, Василий Никанорович, первый секретарь Рузаевского райкома КП Казахстана. Рузаевский округ.
6. Исина, Даметкен, доярка совхоза «Озерный» Кзылтуского района. Совхозный округ.
7. Кирбаев, Тузелбай, директор совхоза «Заветы Ильича» Володарского района, Володарсий округ.
8. Косолапова, Ульяна Васильевна, доярка совхоза «Победа» Красноармейского района. Виноградовский округ.
9. Кращенко, Иван Маркеевич, бригадир моторно-полеводческой бригады совхоза «Прогресс» Энбекшильдерского района. Энбекшильдерский округ.
10. Левицкая, Альбина Игнатьевна, доярка колхоза «Красное Знамя» Чкаловского района. Чкаловский округ.
11. Михайлова, Галина Петровна, швея мотористка шейной фабрики имени 40 лет Комсомола гор. Кокчетава. Кокчетавский округ.
12. Мулдагалиев, Джубан, секретарь Союза писателей Казахстана. Алаботинский округ.
13. Нежданова, Галина Иосифовна, доярка совхоза «Брликский» Рузаевского района. Урожайный округ.
14. Некоз, Любовь Витальевна, главный врач детской больницы гор. Кокчетава. Кокчетавский — Куйбышевский округ.
15. Никулин, Анатолий Родионович, председатель исполкома Кокчетавского областного Совета депутатов трудящихся. Келлеровский округ.
16. Нурмагамбетова, Алтын Шулембаевна, доярка совхоза им. XX партсъезда Зерендинского района. Зерендинский округ.
17. Окунев, Василий Андреевич, секретарь Кзылтуского райкома Кзылтуский округ.
18. Омарова, Зауре Садвакасовна, министр социального обеспечения Казахской ССР. Боровской округ.
19. Плотников, Алексей Гаврилович, бригадир тракторно-полеводческой бригады совхоза «Кузбасс» Ленинградского района. Ленинградский округ.
20. Пономарёв, Василий Васильевич, каменщик СМУ-2 треста «Кокчетавстрой». Кокчетавский — Кировский округ.
21. Рогинец, Михаил Георгиевич, министр сельского хозяйства Казахской ССР. Красноярский округ.
22. Середняк, Зоя Андриановна, токарь Таинчинского мотороремонтного завода «Казсельхозтехники», гор. Красноармейск. Красноармейский округ.
23. Сумская, Лидия Петровна, комбайнер совхоза «Жаркульский» Чистопольского района. Чистопольский округ.
24. Фазылов, Малик Сабирович, второй секретарь Кокчетавского обкома КП Казахстана. Симферопольский округ.
25. Хасенов, Ербосын Хасенович, заведующий отделом торговли, плановых и финансовых органов ЦК КП Казахстана. Степнякский округ.
26. Черняев, Николой Андреевич, машинист локомотивного депо ст. Курорт-Боровое. Щучинский городской округ.

## Кустанайская область
1. Аксёнов, Леонид Павлович, тракторист-комбайнер совхоза «Железнодорожный» Октябрьского района Октябрьский округ.
2. Алексеева, Валентина Васильевна, бригадир маляров СУ «Отделстрой» треста «Соколоврудстрой». Рудный — Индустриальный округ.
3. Андрианова, Лидия Николаевна, старший аппаратчик Кустанайского завода химического волокна. Кустанайский — Куйбышевский округ.
4. Антошкин, Евгений Порфирьевич, машинист экскаватора Соколовского рудоуправления Соколовско-Сарбайского горнообогатительного комбината. Рудный — Тобольский округ.
5. Байкенов, Нурли, генерал-майор. Барвиновский округ.
6. Батуров, Тимофей Иванович, министр энергетики и электрификации Казахской ССР. Орджоникидзевский округ.
7. Бейсебаев, Масымхан, председатель Совета Министров Казахской ССР. Амангельдинский округ.
8. Белякова, Лидия Андреевна, врач-терапевт областной больницы имени В. И. Ленина. Кустанайский — Джамбулский округ.
9. Береснева, Мария Николаевна, свинарка совхоза имени Майлина Тарановского района. Тарановский округ.
10. Брусник, Дмитрий Яковлевич, первый секретарь Урицкого райкома КП Казахстана. Урицкий округ.
11. Горбенко, Иван Акакиевич, первый секретарь Фёдоровского райкома КП Казахстана. Пешковский округ.
12. Горбунов, Кузьма Алексеевич, машинист-инструктор локомотивного депо станции Кушмурун Казахской железной дороги. Кушмурунский округ.
13. Деккер, Екатерина Генриховна, доярка областной сельскохозяйственной опытной станции Кустанайского района. Затобольский округ.
14. Дерепаскина, Александра Карповна, доярка совхоза имени Джангильдина Боровского района Боровской округ.
15. Жаныбеков, Шангерей, первый секретарь Кустанайского горкома КП Казахстана. Кустанайский — Бауманский округ.
16. Жуков, Леонид Георгиевич, заведующий отделом транспорта и связи ЦК КП Казахстана. Ломоносовский округ.
17. Зулкарнаева, Жаныл, доярка зерносовхоза «Россия» Ленинского района. Ленинский округ.
18. Игисинов, Калимерден, старший чабан совхоза «Сулыкольский» Семиозерного района. Сулыкольский округ.
19. Искакова, Фатима Сулейменовна, токарь МТМ Карабалыкского совхоза Комсомольского района. Карабалыкский округ.
20. Калачев, Михаил Павлович, главный агроном Пресногорьковского совхоза Ленинского района. Пресногорьковский округ.
21. Калимова, Кульпан Кадиржановна, швея кустанайской швейной фабрики «Большевичка». Кустанайский — Калининский округ.
22. Касымканов, Аубакир Касымканович, второй секретарь Кустанайского обкома КП Казахстана. Джетыгаринский — Сельский округ.
23. Козыбаев, Оразалы Абилович, первый секретарь Аркалыкского райкома КП Казахстана. Аркалыкский округ.
24. Миронченко, Анна Павловна, доярка Новоильинского совхоза Тарановского района. Новоильинский округ.
25. Моторико, Михаил Георгиевич, председатель исполкома Кустанайского областного Совета депутатов трудящихся. Наурзумский округ.
26. Папета, Иван Евтеевич, первый секретарь Кустанайского райкома КП Казахстана. Убаганский округ.
27. Паримбетов, Беркимбай Паримбетович, министр промышленности строительных материалов Казахской ССР. Джетыгаринский округ.
28. Пинчук, Иван Владимирович, бригадир каменщиков СМУ-1 треста «Кустанайстрой». Кустанайский — Ленинский округ.
29. Савин, Иван Павлович (депутат), комбайнер Баканского совхоза Карасуского района. Карасуский округ.
30. Савостин, Владимир Григорьевич, директор Карабалыкской сельскохозяйственной опытной станции. Комсомольский округ.
31. Салимбаев, Ахметжан, министр геологии Казахской ССР. Апановский округ.
32. Сандригайло, Николай Фадеевич, директор Соколовско-Сарбайского горнообогатительного комбината. Рудный — Павловский округ.
33. Слепцова, Мария Карповна, шофер совхоза Алтынсарина Камышнинского района. Камышнинский округ.
34. Сорокина, Татьяна Максимовна, доярка Майкольского совхоза Кустанайского района. Кустанайский сельский округ.
35. Сушко, Семён Яковлевич, тракторист Аятского совхоза Орджоникидзевского района. Свердловский округ.
36. Тулба, Андрей Дмитриевич, директор совхоза «Жаркольский» Фёдоровского района. Фёдоровский округ.
37. Усебаев, Кенесбай, редактор республиканской газеты «Социалистик Казахстан». Семиозерный округ.
38. Усов, Фёдор Михайлович, первый секретарь Рудненского горкома КП Казахстана. Рудный округ.
39. Шманов, Тастанбек, председатель исполкома Джангельдинского районного Совета депутатов трудящихся. Джангельдинский округ.

## Павлодарская область
1. Алыбаев, Арипбай Алыбаевич, второй секретарь Павлодарского обкома КП Казахстана. Иртышский округ.
2. Аргинбаев, Шахан, старший чабан совхоза «Ермаковский» Ермаковского района. Ленинский округ.
3. Батрачина, Батима Атеновна, доярка совхоза «Казынский» Лебяжинского района. Лебяжинский округ.
4. Билялов, Калий, министр высшего и среднего специального образования Казахской ССР. Павлодарский — Береговой округ.
5. Борисенко, Раиса Иосифовна, бригадир отделочников треста «Ермакферросплавстрой», гор. Ермак, Ермаковский округ.
6. Булыкин, Сергей Иванович, тракторист колхоза имени Ленина Успенского района. Успенский округ.
7. Быстров, Иван Александрович, заведующий отделом строительства и городского хозяйства ЦК КП Казахстана. Майский округ.
8. Джангозин, Джакипбек, председатель исполкома Павлодарского областного Совета депутатов трудящихся. Баянаульский округ.
9. Досымханов, Байтемир, тракторист совхоза «Боровой» Щербактинского района. Галкинский округ.
10. Елгаева, Ольга Макаровна, старшая птичница совхоза «Урлютюбский» Железинского района. Железинский округ.
11. Изак, Валентина Константиновна, рабочая Щербактинской швейной фабрики. Щербактинский округ.
12. Каирбаев, Махмет, первый секретарь Краснокутского райкома КП Казахстана. Краснокутский округ.
13. Калачёв, Георгий Павлович, первый секретарь Экибастузского горкома КП Казахстана. Экибастузский — Горный округ.
14. Козлов, Георгий Алексеевич, председатель Комитета народного контроля Казахской ССР. Фёдоровский округ.
15. Кузьмина, Надежда Петровна, фильтровщица цеха мокрой обработки Павлодарского алюминиевого завода. Павлодарский — Советский округ.
16. Литвинова, Надежда Исаковна, флотатор обогатительной фабрики № 2 комбината «Майкаинзолото». Майкаинский округ.
17. Ломов, Александр Васильевич, управляющий трестом «Павлодарпромстрой». Павлодарский строительный округ.
18. Макеев, Михаил Матвеевич, первый секретарь Павлодарского горкома КП Казахстана. Павлодарский — Железнодорожный округ.
19. Малый, Григорий Иванович, директор совхоза «Заря» Павлодарского района. Павлодарский — Сельский округ.
20. Мусабаева, Культай, доярка племзавода «Песчанский» Качирского района. Качирский округ.
21. Нургалиева, Кокеш, доярка совхоза «Чернорецкий» Павлодарского района. Чернорецкий округ.
22. Панов, Юрий Васильевич, первый секретарь Иртышского райкома КП Казахстана. Суворовский округ.
23. Поцелуев-Снегин, Дмитрий Фёдорович, писатель. Михайловский округ.
24. Селютина, Александра Хрисанфовна, заведующая отделением родильного дома. Павлодарский — Центральный округ.
25. Туркина, Манна Васильевна, дорожный мастер углеразреза № 2 треста «Иртышуголь», гор. Экибастуз. Экибастузский округ.

## Северо-Казахстанская область
1. Андреев, Всеволод Петрович, директор совхоза «Возвышенский» Возвышенского района. Возвышенский округ.
2. Белова, Матрёна Павловна, доярка Мамлютского племенного завода Мамлютского района. Мамлютский округ.
3. Белоглазов, Леонид Яковлевич, бригадир тракторной бригады Николаевского совхоза Ленинского района. Явленский округ.
4. Болатбаев, Нель Адгамович, первый секретарь Сергеевского райкома КП Казахстана. Октябрьский округ.
5. Ворожев, Алексей Сергеевич, директор Петропавловского завода металлоизделий. Петропавловский — Заводской округ.
6. Добродеева, Тамара Дмитриевна, машинист котлов Петропавловской ТЭЦ-2. Промышленный округ.
7. Елибаев, Абдуразак Алпысбаевич, министр связи Казахской ССР. Приишимский округ.
8. Ефименко, Анастасия Филипповна, врач Явленской районной больницы Ленинского района. Тарангульский округ.
9. Жетписов, Сураган, тракторист-комбайнер Ленинского совхоза Советского района. Киллинский округ.
10. Жукова, Татьяна Яковлевна, телятница совхоза «Заречный» Бишкульского района. Ждановский округ.
11. Завгородний, Фёдор Петрович, второй секретарь Северо-Казахстанского обкома КП Казахстана. Конюховский округ.
12. Зорин, Иван Иванович, заместитель председателя Совета Министров Казахской ССР. Сергеевский округ.
13. Каскеев, Казиз, председатель исполкома Булаевского районного Совета депутатов трудящихся. Полудинский округ.
14. Колебаев, Алексей Семёнович, секретарь ЦК КП Казахстана. Петропавловский — Центральный округ.
15. Кононенко, Даниил Фадеевич, министр коммунального хозяйства Казахской ССР. Первомайский округ.
16. Кусаинов, Сакан Кусаинович, председатель исполкома Северо-Казахстанского областного Совета депутатов трудящихся. Благовещенский округ.
17. Манзова, Александра Михайлович, бригадир штукатуров домостроительного комбината. Петропавловский — Привокзальный округ.
18. Муканов, Сабит Муканович, писатель. Подгорный округ.
19. Печенов, Евгений Петрович, машинист локомотивного депо станции Петропавловск. Петропавловский — Железнодорожный округ.
20. Пучков, Виталий Андреевич, тракторист совхоза «Дзержинский» Тимирязевского района. Тимирязевский округ.
21. Самохина, Нина Ивановна, токарь машинно-тракторной мастерской совхоза «40 лет Казахстана» Булаевского района. Булаевский округ.
22. Табулдинова, Розия Шалгынбаевна, доярка имени Ленина Соколовского района. Соколовский округ.
23. Филиппенко, Пётр Яковлевич, первый секретарь Советского райкома КП Казахстана. Советский округ.
24. Шагалова, Фахира Гематиновна, бригадир дойного гурта совхоза «Островский» Пресновского района. Пресновский округ.

## Семипалатинская область
1. Абдрашитов, Хаким Шакирович, заведующий общим отделом ЦК КП Казахстана. Семипалатинский — Привокзальный округ.
2. Адилов, Тлеуберлы, рабочий Семипалатинского мясокомбината. Семипалатинский — Калининский округ.
3. Ауельбеков, Еркин Нуржанович, первый заместитель министра сельского хозяйства Казахской ССР. Иртышский округ.
4. Байзаков, Уальхан, старший скотник совхоза «Сулуталский» Аксуатского района. Аксуатский округ.
5. Бейсенов, Сакко Омарович, председатель исполкома Бескарагайского районного Совета депутатов трудящихся. Семеновский округ.
6. Бультрикова, Балжан, заместитель председателя Совета Министров Казахской ССР. Семипалатинский — Центральный округ.
7. Даиров, Музаппар Даирович, председатель исполкома Семипалатинского областного Совета депутатов трудящихся. Бородулихинский округ.
8. Долгинцева, Мария Васильевна, доярка совхоза «Долонский» Бескарагайского района. Бескарагайский округ.
9. Дусупов, Какимжан, тракторист-комбайнер колхоза «Красное знамя» Жарминского района. Жарминский округ.
10. Жаканов, Бейсенгали, старший чабан совхоза «Тарбагатайский» Аягузского района. Аягузский — Сельский округ.
11. Жамбулатова, Марзия Кайрлыбаевна, прядильщица Аягузской шерстопрядильной фабрики. Аягузский — Городской округ.
12. Жуаспаев, Абдугали, директор совхоза имени Валиханова Чубартауского района. Чубартауский округ.
13. Кашаганов, Екейбай, второй секретарь Семипалатинского обкома КП Казахстана. Маканчинский округ.
14. Кобжасаров, Кудайберген Дюсенович, начальник Семипалатинского отделения Казахской железной дороги. Семипалатинский — Железнодорожный округ.
15. Ладнова, Станислава Филипповна, штукатур-маляр СУ «Жилгражданстрой» треста «Семипалатинскстрой». Семипалатинский — Левобережный округ.
16. Лосева, Зоя Сергеевна, первый секретарь Семипалатинского горкома КП Казахстана. Заводозатонский округ.
17. Малгаждарова, Кумысбала Байгурмановна, швея семипалатинской фирмы «Большевичка». Семипалатинский — Береговой округ.
18. Медеуова, Кулима, трактористка совхоза «Бирлик» Абайского района. Абайский округ.
19. Олжаев, Адильбек, старший чабан колхоза имени XX партсъезда Урджарского района. Урджарский округ.
20. Полякова, Вера Ивановна, доярка колхоза «Красный партизан» Бородулихинского района. Новошульбинский округ.
21. Рогозов, Виктор Евгеньевич, начальник Главного управления Совета Министров Казахской ССР по материально-техническому снабжению. Чарский округ.
22. Рыбина, Мария Ивановна, первый секретарь Жанасемейского райкома КП Казахстана. Жанасемейский округ.
23. Серкешев, Турсумбек, первый секретарь Жарминского райкома КП Казахстана. Акжалский округ.
24. Усатов, Леонтий Фёдорович, председатель колхоза имени Ленина Урджарского района. Некрасовский округ.
25. Цыкалова, Мария Андреевна, заведующая врачебным участком Кокпектинского района. Кокпектинский округ.

## Уральская область
1. Алифанов, Лев Кузьмич, бригадир монтажников домостроительного комбината треста «Уральскпромстрой». Заводской округ.
2. Владимирова, Евгения Павловна, электромонтажница Уральского механического завода. Ленинский округ.
3. Губашева, Салима, старший чабан Теренкульского совхоза Казталовского района. Казталовский округ.
4. Джумагалиев, Мексеит Макашевич, директор зерносовхоза имени Ленина Каменского района. Каменский округ.
5. Джумакаев, Тулеген, первый секретарь Тайпакского райкома КП Казахстана. Тайпакский округ.
6. Ергалиев, Бакай, бригадир тракторной бригады совхоза «Пермский» Зеленовского района. Зеленовский округ.
7. Иксанов, Мустахим Белялович, заместитель председатели Совета Министров Казахской ССР. Джамбейтинский округ.
8. Камалов, Ади, старший чабан колхоза «Родник Новый» Чапаевского района. Чапаевский округ.
9. Кенжебаев, Сагын, председатель колхоза «Красный Октябрь» Теректинского района. Теректинский округ.
10. Костюнина, Нина Васильевна, учительница средней школы № 6 города Уральска. Пушкинский округ.
11. Малышев, Александр Михайлович, второй секретарь Уральского обкома КП Казахстана. Каратобинский округ.
12. Мельник, Григорий Андреевич, секретарь ЦК КП Казахстана. Бурлинский округ.
13. Мирошниченко, Наталья Николаевна, доярка колхоза «Красный Маяк» Бурлинского района. Казахстанский округ.
14. Мухтарова, Карашаш Тукешевна, швея Уральской швейной фабрики имени Клары Цеткин. Центральный округ.
15. Оспанова, Мария Сыралиевна, трактористка овцесовхоза «Пятимарский» Фурмановского района. Фурмановский округ.
16. Подъяблонский, Виктор Ильич, председатель исполкома Уральского областного Совета депутатов трудящихся. Чингирлауский округ.
17. Скориков, Николай Александрович, первый секретарь Приурального райкома КП Казахстана. Приуральный округ.
18. Тумарбеков, Ахмет, заместитель министра охраны общественного порядка Казахской ССР. Джаныбекский округ.
19. Шеффер, Анатолий Павлович, министр пищевой промышленности Казахской ССР. Железнодорожный округ.

## Целиноградская, область
1. Айманов, Кенжалы, министр просвещения Казахской ССР. Кмйминский округ.
2. Айнабеков, Алькен Закаринович, председатель исполкома Макинского районного Совета депутатов трудящихся. Никольский округ.
3. Аксенова, Таисия Дмитриевна, бригадир комплексной бригады треста «Целиноградстрой». Целиноградский — Восточный округ.
4. Акишина, Нина Николаевна, шофер совхоза «Пятигорский» Державинского района. Державинский округ.
5. Алимжанов, Акжигит Секуович, табунщик совхоза «Улентинский» Ерментауского района. Ерментауский округ.
6. Бакирова, Акбопе, учительница средней школы № 4 города Целинограда. Целиноградский — Железнодорожный округ.
7. Бараев, Александр Иванович, директор Всесоюзного научно-исследовательского института зернового хозяйства. Шортандинский район. Жолымбетский округ.
8. Бранец, Алексей Тимофеевич, машинист тепловоза локомотивного депо ст. Атбасар. Атбасарский — Станционный округ.
9. Ерпилов, Пётр Иванович, первый секретарь Целиноградского горкома КП Казахстана. Це-линоградский — Северный округ.
10. Жданов, Агей Евгеньевич, заведующий отделом административных органов ЦК КП Казахстана. Колутонский округ.
11. Жунусов, Колжабай, директор совхоза «Путь к коммунизму» Астраханского района. Новочеркасский округ.
12. Забежанский, Натан Хаимович, председатель республиканского объединения «Казсельхозтехника». Атбасарский — Городской округ.
13. Керейбаев, Хайритдин, слесарь Целиноградского насосного завода. Целиноградский — Центральный округ.
14. Киреев, Андрей Иванович, комбайнер совхоза «Константиновский» Вишневского района. Вишневский округ.
15. Мальзам, Елизавета Ивановна, доярка колхоза «XVIII лет Казахстана» Шортандинского района. Шортандинский округ.
16. Мейтина, Елена Васильевна, свинарка совхоза «Капитоновский» Макинского района. Калининский округ.
17. Миршавка, Михаил Васильевич, тракторист совхоза «Бауманский». Атбасарского района. Атбасарский — Сельский округ.
18. Наумецкий, Пётр Семёнович, министр местной промышленности Казахской ССР. Целиноградский — Вокзальный округ.
19. Носикова, Надежда Ивановна, шлифовщица Макинского завода имени Ленина. Макинский округ.
20. Подтыкайлов, Юрий Георгиевич, второй секретарь Целиноградского обкома КП Казахстана. Балкашинский округ.
21. Попович, Елена Григорьевна, доярка совхоза «Заречный» Есильского района. Целинный округ.
22. Проценко, Евдокия Арсентьевна, старшая сушильщица обогатительной фабрики рудника Аксу. Алексеевский район. Аксуский округ.
23. Рева, Ольга Фёдоровна, главный агроном Веселовского совхоза Балкашинского района. Сандыктауский округ.
24. Сеитов, Утеген Сеитович, прокурор Казахской ССР. Кенесский округ.
25. Спиридонова, Евгения Михайловна, токарь целиноградского завода «Казахсельмаш». Целиноградский — Заводской округ.
26. Струкова, Любовь Михайловна, старшая птичница совхоза «Акмолинский» Целиноградского района. Новоишимский округ.
27. Тимошенко, Иван Иванович (депутат), первый секретарь Ерментауского райкома КП Казахстана. Тургайский округ.
28. Титов, Виталий Николаевич, второй секретарь ЦК КП Казахстана. Целиноградский — Сельский округ.
29. Томас, Анатолий Харитонович, бригадир тракторно-полеводческой бригады совхоза «Кайракты» Жаксынского района. Жаксынский округ.
30. Тюлеубаев, Актан, первый секретарь кургальджинского райкома КП Казахстана. Кургальджинский округ.
31. Утебаев, Кулан, старший чабан совхоза «Аршатинский» Кургальджинского района. Баршинский округ.
32. Шаяхметов, Рахимжан Омарович, председатель исполкома Целиноградского областного Совета депутатов трудящихся. Атбасарский — Северный поток.
33. Шендрик, Иван Афанасьевич, первый секретарь Есильского райкома КП Казахстана. Есильский округ.
34. Юдина, Евгения Васильевна, рабочая Комсомольского мотороремонтного завода, гор. Алсксеевка. Алекесевский округ.

## Чимкентская область
1. Абылбекова, Кульбаран, звеньевая овощевод совхоза «Первомайский» Ленгерского района. Александровский округ.
2. Айманов, Шакен Кенжетаевич, первый секретарь Союза кинематографистов Казахской ССР. Алгабасский округ.
3. Алёшин, Андрей Макарович, начальник Управления химической промышленности Казахской ССР. Чимкентский — Коммунистический округ.
4. Алиакбаров, Ирисай, бригадир колхоза имени Пушкина Сайрамского района. Сайрамский округ.
5. Баимбетов, Калы, старший чабан совхоза имени Калинина Сузакского района. Созакский округ.
6. Беделов, Тажибек, старший чабан совхоза «Ходжатугай» Кзылкумского района. Кзылкумский округ.
7. Борданов, Александр Леонтьевич, первый секретарь Ленгерского райкома КП Казахстана. Георгиевский округ.
8. Борзенко, Анна Герасимовна, статная птичница колхоза «Заветы Ленина» Тюлькубасского района. Балыкшинский округ.
9. Горбатенко, Степан Фёдорович, директор совхоза имени XXII партсъезда Алгабасского района. Глинковский округ.
10. Джанибеков, Узбекали, первый секретарь ЦК ЛКСМ Казахстана. Ванновский округ.
11. Дубинин, Александр Яковлевич, проходчик-взрывник шахты № 1 «Тогуз». Ленгерский округ.
12. Ергалиев, Смагул, токарь-карусельшик Чимкентского завода прессов-автоматов имени М. И. Калинина. Чимкентский — Калининский округ.
13. Жилина, Клавдия Петровна, аппаратчица Чимкентского химфармзавода. Чимкентский — Амангельдинский округ.
14. Ильин, Михаил Иванович, министр сельского строительства Казахской ССР. Карабулакский округ.
15. Кудабекова, Тыныштык, звеньевая колхоза имени Чапаева Туркестанского района. Туркестанский — Сельский округ.
16. Колгатов, Шакир, бригадир комплексной бригады колхоза «Победа» Туркестанского района. Фрунзенский округ.
17. Кучмий, Григорий Иванович, машинист вращающейся печи Чимкентского цементного завода имени В. И. Ленина. Чимкентский — Ждановский округ.
18. Логинов, Владимир Илларионович, директор Ачисайского полиметаллического комбината. Ачисайский округ.
19. Мамбеталиев, Мухсим, звеньевой хлопководческого звена совхоза «Караспанский» Бугунского района. Караспанский округ.
20. Москалёва, Клавдия Дмитриевна, крановщица Кзылкумского СМУ Чардаринского района, Чардаринский округ.
21. Ниязбеков, Сабир Билялович, председатель Президиума Верховного Совета Казахской ССР. Манкентский округ.
22. Олейников, Анатолий Иванович, бригадир комплексной бригады бурильщиков рудника Миргалимсай, гор. Кентау. Кентауский округ.
23. Оспанбекова, Айша, доярка колхоза «Красный Восток» Сарыагачского района. Ташкулакский округ.
24. Панченко, Антонина Кирилловна, слесарь тепловозного депо ст. Арысь. Арысский округ.
25. Плотников, Андрей Павлович, заведующий отделом пропаганды и агитации ЦК КП Казахстана. Бадамский округ.
26. Романова, Зинаида Ивановна, прядильщица Чимкентского текстильного объединения. Чимкентский — Комсомольский округ.
27. Сарсембаев, Султан Момынович, МИНИСТР мелиорации и водного хозяйства Казахской ССР. Бугунский округ.
28. Сасбукаев, Адил, второй секретарь Чимкентского обкома КП Казахстана Сарыагачский округ.
29. Тайбеков, Талип, первый секретарь Кзылкумского райкома КП Казахстана. Шаульдерский округ.
30. Терехина, Нина Павловна, главный врач Мичуринского врачебного участка Тюлькубасского района. Вознесенский округ.
31. Тулегенова, Фатима, рабочая узла треста «Миргалимсайсвинецстрой». гор. Кентау. Октябрьский округ.
32. Тумашев, Тлеуберген Кусбасчинович, первый секретарь Чардаринского райкома КП Казахстана. Абайский округ.
33. Тыныбаев, Джумарт Буланович, председатель исполкома Чимкентского городского Совета депутатов трудящихся. Чимкентский — Центральный округ.
34. Хобдабергенов, Рзабай Жолдинович, главный инженер Чимкентского свинцового завода имени Калинина. Чимкентский — Ленинский округ.
35. Хохлов, Иван Николаевич, министр монтажных и специальных строительных работ Казахской ССР. Туркестанский округ.
36. Шаймерденов, Жамалбек, председатель исполкома Чимкентского областного Совета депутатов трудящихся. Фогелевский округ.
37. Шинтасова, Улшат, доярка колхоза имени Ленина Ленинского района. Ленинский округ.